# Nikolaj Vasiljevič Kretov
Nikolaj Vasiljevič Kretov (rusko Николай Васильевич Кретов), ruski general, * 1773, † 1839.
Bil je eden izmed pomembnejših generalov, ki so se borili med Napoleonovo invazijo na Rusijo; posledično je bil njegov portret dodan v Vojaško galerijo Zimskega dvorca.

## Življenje
25. aprila 1785 je vstopil v Preobraženski polk in 29. marca 1789 je bil premeščen h konjenici. Naslednje leto je postal zastavnik in 23. oktobra 1798 še adjutant. 
Sodeloval je v bojih s Švedi (1789-90) in s Poljaki (1794). 1. januarja 1793 je kot stotnik izstopil iz vojske in 23. februarja istega leta se je pridružil komisarski službi. 
Leta 1797 se je vrnil v vojaško službo kot major Moskovskega dragonskega polka. Čez dve leti je sodeloval v italijansko-švicarski kampanji in 19. decembra istega leta je bil povišan v polkovnika; 31. decembra 1801 je bil upokojen s činom generalmajorja.
Ponovno je bil aktiviran 27. julija 1806 kot poveljnik Jekaterinoslavskega kirasirskega polka; odlikoval se je v bojih proti Francozom. Leta 1811 se je ponovno upokojil, a je bil v začetku leta 1812 ponovno reaktiviran kot poveljnik Jekaterinoslavskega kirasirskega polka. Pozneje je prevzel še poveljstvo 2. kirasirske divizije. Sodeloval je v bojih leta 1813-14 in bil 15. septembra 1813 povišan v generalporočnika.
27. novembra 1823 je postal še senator, nakar je bil 14. marca 1831 dokončno upokojen.